# 大長今
長今是朝鮮王朝宮廷的一位醫女，在中宗18年被封為國王的主治醫女，賜號「大長今」，是朝鲜王朝歷史上唯一一位醫治國王的女性醫師。

## 歷史記載
有關長今的史料不多，以下為朝鲜王朝实录《中宗大王實錄》相關歷史記錄：
- 中宗十年三月二十一日戊寅：臺諫啓前事。憲府又曰：“前日戶曹啓請：‘禪、敎兩宗，革罷已久，其位田。’刷充國用，而敎以勿刷，今不許度僧，永絶根株，則兩宗位田，宜刷屬公，而革罷寺刹位田，竝宜刷之。”傳曰：“大抵人之死生，豈關醫藥？然進藥大王前，失宜者，論屬書吏，固有前例。未知於王后，亦有此例耶？其考前例以啓。且醫女長今，護産有功，當受大賞，厥終有大故，故未蒙顯賞。今縱不能行賞，亦不可決杖，故命贖杖，此，酌其兩端，而定罪之意也。餘皆不允。”[1]
- 中宗十年三月二十二日己卯：臺諫啓前事，又曰：“醫女長今之罪， 又甚於河宗海。産後衣襨改御時，請止之，則豈致大故？刑曹照律，不用正律，而又命贖杖，甚爲未便。”皆不允。[2]
- 中宗十七年九月五日戊申：大妃殿證候向愈，上賞藥房有差。【提調金詮ㆍ張順孫、承旨趙舜，馬粧一部、弓一丁、箭一部，醫員河宗海馬一匹、米太十石，金順蒙馬一匹，醫女信非、長今各米太十石，內官、飯監、別監亦皆有賜。】傳曰：“近日，久不視事，不得接群臣，心甚未安。然慈殿猶未永差，姑待數日，當御經筵。”[3]
- 中宗十九年十二月十五日乙巳：傳曰：“百工技藝，皆不可闕，而勸課節目，非不詳盡矣。但各司官員，不致力勸課，故卒無成效。其中醫術，尤爲大事，而不各別勸課焉，今之粗解其術者，皆成宗朝所敎養者也。今則其勸課事，何以爲之？其問于醫司以啓。且醫女料食，有全遞兒、有半遞兒。今者，全遞兒有窠闕，而不啓其應受之者，必以自下啓之爲難也。但醫女大長今，醫術稍優於其類，故方出入大內，而看病焉。此全遞兒，其授長今。”[4]
- 中宗二十八年二月十一日甲申：傳曰：“予累月未寧，今幾差復。藥房提調及醫員等，不可不賞。左議政張順孫熟馬一匹，禮曹判書金安老、前都承旨丁玉亨、常山都正末孫加資，【常山都正獻藥於患腫之初，易至濃潰，故亦在賞列。】醫員河宗海加資准職，同知朴世擧、洪沈加資，各賜米太六石，金尙坤加資，兒馬一匹，金守良、盧漢明，掌務官員等，各兒馬一匹，醫女大長今、戒今各米太幷十五石、官木緜正布各十匹，湯藥使令等，賞賜有差。”[5]
- 中宗三十九年正月二十九日戊辰：傳于政院曰：“予頃者感寒，得咳嗽證，久未視事，故少差而爲經筵，其日適寒，前證復發。醫員朴世擧、洪沈及內醫女大長今、銀非等議藥事，曾已下諭也，此意言于內醫院提調。且中和【二月初一日。】晝物，【別進御膳】亦可停矣。”[6]
- 中宗三十九年二月九日戊寅：傳曰：“內醫院提調尹殷輔、鄭順朋，各賜熟馬一匹；都承旨李瀣、醫員朴世擧、洪沈皆加資；柳之蕃、韓順敬，各兒馬一匹；醫女大長今，賜米、太幷五石；銀非米、太幷三石；湯藥使令，各給官木綿二匹。”[7]
- 中宗三十九年十月二十五日庚寅：議政府、中樞府、六曹、漢城府堂上及大司憲鄭順朋等問安，傳曰：“知道。” 是日醫女長今出言：“去夜三更，上入睡，五更，又暫入睡。且小便暫通，大便，則不通已三日。”云。醫員朴世擧、洪沈入診脈，則左手肝腎脈浮緊，右手脈微緩。更議藥劑，五苓散加麻黃、防己、遠志、檳榔、茴香，五服以進。[8]
- 中宗三十九年十月二十六日辛卯：上不豫。政院問安，仍啓曰：“昨命王子、駙馬、內宗親外，令勿問安，而臣等居近密之地，故敢問安。”傳曰：“知道。予證，大槪則似歇，然大便尙不通，故方議藥耳。”內醫院提調問安，【彦弼私問內官朴漢宗曰：“上體夜來如何？” 漢宗曰：“內官亦不親侍，不能詳知。大槪似與昨同。但聞上方曉入寢云，以是觀之，則似爲少歇矣。”】傳曰：“予證，女醫知之。”【女醫長今言：“去夜煎進五苓散二服，三更入睡。且小便漸通，大便則如舊不通，今朝始用蜜釘。’云。】政府問安，仍啓曰：“昨者命勿問安，故退去，然未安於心，故敢問安。”答如政院。[9]
- 中宗三十九年十月二十九日甲午：上不豫。政院問安，傳曰：“知道。”【承旨等問於內官朴杞曰：“去夜上體如何？”對曰：“不能詳知， 或云下氣始通。”】內醫院提調問安，傳曰：“知道。” 政府問安，傳曰：“知道。”六曹、中樞府、漢城府堂上等問安，傳曰：“勿爲問安。”朝，醫女長今自內出曰：“下氣始通，極爲大快。”云。俄而傳于藥房曰：“予今下氣如常，但氣弱耳。提調及醫員、醫女皆來往，而醫員勿入直，提調亦各散歸可也。”提調回啓曰：“臣等聞下氣如常，喜極不知所言。如有渴證，則當御生地黃煎，不可如常時御生冷。且各別調理爲當。”[10]

## 作品

### 動畫
| 劇名       | 配音   | 介紹 |
| 《大長今》 | 鄭美淑 | 動畫版，副標題為《長今之夢》。這是韓國第一部由連續劇改編的動畫，由MBC、Heewon Entertainment、株式會社孫悟空等三家韓國公司聯合製作；以長今的孩童時代為主軸，並加入新的劇情、人物等要素。 |

### 電視劇
| 電視台 | 劇名                       | 曾飾演「長今」之女演員 | 介紹 |
| MBC    | 《大長今》                 | 李英愛（成年）         | 《大長今》是韓國MBC出品，以長今的一生為藍本的長篇古裝連續劇。由李英愛飾演長今，本劇將長今設定為徐姓。不過，史書對長今的記載並不多，其故事被戲劇化，卻牽起各國的「追劇熱潮」，並創造多次收視奇蹟。 相關作品《在看著大長今》講述其後代的故事。 |
| MBC    | 《大長今》                 | 趙廷恩（少女）         | 《大長今》是韓國MBC出品，以長今的一生為藍本的長篇古裝連續劇。由李英愛飾演長今，本劇將長今設定為徐姓。不過，史書對長今的記載並不多，其故事被戲劇化，卻牽起各國的「追劇熱潮」，並創造多次收視奇蹟。 相關作品《在看著大長今》講述其後代的故事。 |
| KBS    | 《天命：朝鮮版逃亡者故事》 | 金美京                 | |
|        | 《大長今》                 | 唐田英里佳             | 日韓共同合作出品，由日本女演員唐田英里佳飾演長今，本劇講述從朝鮮王朝到後代的故事。 |

### 舞台劇
| 劇名       | 曾飾演「長今」之女演員 |
| 《大長今》 | 菊川                   |